# Internationale Tennismeisterschaften von Deutschland 1950
Die 44. Internationalen Tennismeisterschaften von Deutschland fanden vom 8. August bis zum 14. August 1950 auf dem Rothenbaum in Hamburg statt.
Die dritte Veranstaltung dieser Art nach dem Zweiten Weltkrieg konnte mit Teilnehmern aus elf Ländern schon wieder etwas an Internationalität bieten. Bei überwiegend schönem Wetter war das Zuschauerinteresse groß, so dass am Wochenende Zusatztribünen aufgestellt wurden.
Die Titelverteidiger Gottfried von Cramm und die Argentinierin María Weiss waren wieder angetreten, konnten sich diesmal aber nicht durchsetzen. Der schon 41-jährige von Cramm verlor das Endspiel gegen den in Ägypten lebenden Exil-Tschechoslowaken Jaroslav Drobný und María Weiss erkrankte während des Turniers. Bei den Damen gewann die US-amerikanische Favoritin Dorothy Head, die im Verlauf des Turniers nur einen Satz gegen Erika Vollmer abgab.
Dorothy Head gewann mit Inge Pohmann auch das Damendoppel gegen die zum dritten Mal in Folge im Finale stehenden Siegerinnen von 1948 Thilde Dietz und Utti Heidtmann, die auch im Einzel im Finale stand. Der älteste Teilnehmer Jean Borotra, der am Turnier-Sonntag 52 wurde und zum ersten Mal in Hamburg antrat, erreichte mit seinem Landsmann Bernard Destremau und mit Dorothy Head jeweils das Halbfinale in den Doppelwettbewerben.
Das Herrendoppel gewannen die Australier Adrian Quist und Bill Sidwell, die sich zuvor in Wimbledon in diesem Wettbewerb im Finale noch gegenüber gestanden hatten, gegen die Titelverteidiger Gottfried von Cramm und den Australier Jack Harper. Der 37-jährige Quist hatte schon 1934 an der Seite des Spaniers Enrique Maier das Herrendoppel in Hamburg gewonnen.
Das Mixed-Finale musste auf Montag verschoben werden, war dann aber beim Stand von 3:0 für Thilde Dietz und Bill Sidwell schon beendet, da sich Jaroslav Drobný am Fuß verletzt hatte.

## Ergebnisse

### Herreneinzel
|  | Finale |                     |   |   |   |  |  |
|  |        |                     |   |   |   |  |  |
|  |        | Jaroslav Drobný     | 6 | 6 | 6 |  |  |
|  |        | Gottfried von Cramm | 4 | 4 | 3 |  |  |

### Dameneinzel
|  | Finale |                |   |   |  |
|  |        |                |   |   |  |
|  |        | Dorothy Head   | 6 | 6 |  |
|  |        | Utti Heidtmann | 3 | 0 |  |
|  |        |                |   |   |  |

### Herrendoppel
|  | Finale |                                 |   |   |   |  |  |
|  |        |                                 |   |   |   |  |  |
|  |        | Adrian Quist Bill Sidwell       | 6 | 8 | 6 |  |  |
|  |        | Gottfried von Cramm Jack Harper | 4 | 6 | 2 |  |  |

### Damendoppel
|  | Finale |                             |   |   |  |
|  |        |                             |   |   |  |
|  |        | Dorothy Head Inge Pohmann   | 8 | 6 |  |
|  |        | Thilde Dietz Utti Heidtmann | 6 | 3 |  |
|  |        |                             |   |   |  |

### Mixed
|  | Finale |                               |   |   |  |
|  |        |                               |   |   |  |
|  |        | Thilde Dietz Bill Sidwell     | 3 |   |  |
|  |        | Rita Anderson Jaroslav Drobný | 0 | r |  |
|  |        |                               |   |   |  |